# محمد بن حمزة الملا
محمّد بن حمزة بن حسين التُستَري الأهوازي الحلّي الشهير بـالمُلّا (1819 - 1904) (1235 - 1322 هـ) شاعر عراقي من أهل القرن التاسع عشر الميلادي. ولد في الحلة ونشأ فيها. قرض الشعر منذ صباه وأبدع في مقطّعات وجدانية، فذاغ صيته واشتُهر، وكان إلى جانب ذلك حسن الخط سريع القلم. كُفّ بصره وهو في الأربعين من عمره، فاشتغل بالتعليم وصار يملي شعره على أولاده. توفّي في الحلة ودفن في النجف. له ديوان شعر في خمسة مجلّدات.

## سيرته
ولد محمد بن حمزة بن حسين التستري الأهوازي الحلي. في مدينة الحلة في سنة 1235 هـ/ 1819 م. أصله من تستر في عربستان. تلقى دروسه في الأدب وفنونه على أجلةٍ من شيوخ عصره في مدينة الحلة. اشتغل بتدريس العلوم والآداب وفنون الشعر والبديع، وتلقى عنه عدد من تلاميذه، وكان قد كف بصره بعدما جاوز الأربعين ولم يتمكن من الاطلاع فكان يتكسب من إلقاء الدروس والخطابة المنبرية وقراءة القرآن.
توفي في الحلة ودفن في النجف سنة 1322 هـ/ 1904 م.

## شعره
له قصائد وردت ضمن بعض المصادر منها كتاب البابليات، وكتاب شعراء الحلة وكتاب الكواكب السماوية مع بعض نماذج من ابتكاراته في البديع، وذكره صاحب كتاب الحصون المنيعة وأحصى شعره، وله قصيدة في تاريخ وفاة السيد جعفر الحلي مثبتة في ديوانه، وله قصيدة في معارضة يا ليل الصب نشرت في مجلة الحرية البغدادية 1896، وله ديوان مخطوط يقع في نحو خمسين ألف بيت منه مصورة في حوزة حفيده حبيب الأعرجي الخطيب (شقيق عبد المهدي الأعرجي).
ذكره عبد العزيز البابطين في معجمه وقال عنه «شعره غزير، وابتدع في فنونه وتراكيبه، أكثره جاء في مقطعات تظهر ابتكاراته في فنون البديع كإسقاط حواشي القوافي والاختصارات والحذف، ونظم في فنون الشعر المعروفة، فشطر القصائد لكبار الشعراء واقتبس منها وعارض وخمس بعضها، كما نظم الموشحات، ومن أغراضه التقليدية قصائده في الرثاء، في شعره تنوع وكثافة، ولغته سلسة ومعانيه وصوره حية مبتكرة، تجمع بين أصالة الموهبة ودقة وبراعة الصنعة.»